# Bottnaryds socken
Bottnaryds socken i Småland, före 1895 även del i Västergötland ingick i Mo härad (före 1895 även delar i Redväg och Vartofta härader), ingår sedan 1971 i Jönköpings kommun och motsvarar från 2016 Bottnaryds distrikt.
Socknens areal är 151,13 kvadratkilometer, varav land 144,94. År 2000 fanns här 1 182 invånare. Tätorten  Bottnaryd med sockenkyrkan Bottnaryds kyrka ligger i socknen. 

## Administrativ historik
Bottnaryds socken har medeltida ursprung. Omkring 1550 uppgick Nackebo och Älgaryds socken i denna socken. 1732 utbröts Bjurbäcks socken ur denna socken.
Före 1895 tillhörde av socknen 
- 25 5/8 mantal Mo härad och Jönköpings län
- 5 3/4 mantal Redvägs härad, Älvsborgs län (Axö, Boda, Båsthult, Fagerås, Hulan, Humlered, Hägnen, Högelyckan, Ingeshult, Lerbacken, Lökna, Lönåsen, Måleskog, Romhult, Svansö och Ubbared, allt i Bottnaryds jordebokssocken)
- 4 mantal Vartofta härad, Skaraborgs län (Oset och Mohemmet i Habo jordebokssocken, Sundsereds säteri, Norra Sundsered, Källekulla, Bönared, Stora Tolabo, Grytered, Kråmered och Gaståsen i Bjurbäcks jordebokssocken).

1895 överfördes alla dessa delar till Mo härad och Jönköpings län med undantag delarna i Bjurbäcks jordebokssocken som överfördes till den socknen, härad och län (med undantag av Tolebo som överfördes till Bottnaryd). 
Till 1890 hörde till Bottnaryds jordebokssocken en del av Habo kyrkosocken. 
Vid kommunreformen 1862 övergick socknens ansvar för de kyrkliga frågorna till Bottnaryds församling och för de borgerliga frågorna till Bottnaryds landskommun.  Landskommunen inkorporerades 1952 i Norra Mo landskommun och 1971 uppgick detta område i Jönköpings kommun.  Församlingen uppgick 2002 i Norra Mo församling.
1 januari 2016 inrättades distriktet Bottnaryd, med samma omfattning som församlingen hade 1999/2000.  
Socknen har tillhört samma fögderier och domsagor som Mo härad. De indelta soldaterna tillhörde Jönköpings regemente, Mo härads kompani, Smålands grenadjärkår, Jönköpings kompani, Skaraborgs regemente, Vartofta kompani Elfsborgs regemente, Redvägs kompani.

## Geografi
Bottnaryds socken ligger väster om Jönköping med sjöarna Stråken och Nässjön i norra gränsen och Dummemosse i öster. Socknen utgör vattendelare mellan Tidan i norr och Nissan mot söder. Socknen är en höglänt mossrik i skogsbygd som i Älgåsen i väster når 337 meter över havet.

## Fornlämningar
Känt från socknen är en gravrösen, stensättningar och domarringar från bronsåldern och äldre järnåldern.

## Namnet
Namnet (1346 Bothnarydh) kommer från prästgården. Förleden är troligen botten, '(det inre av en) vik' (gården ligger vid en udde mellan två vikar). Efterleden är ryd, 'röjning'.

### Fotnoter
1. 1 2  Svensk Uppslagsbok andra upplagan 1947–1955: Bottnaryd socken
2. 1 2  Harlén, Hans; Harlén Eivy (2003). Sverige från A till Ö: geografisk-historisk uppslagsbok. Stockholm: Kommentus. Libris 9337075. ISBN 91-7345-139-8
3. ↑  ”Församlingar”. Statistiska centralbyrån. https://www.scb.se/hitta-statistik/regional-statistik-och-kartor/regionala-indelningar/forsamlingar/. Läst 30 december 2022.
4. ↑  Administrativ historik för Bottnaryd socken (Klicka på församlingsposten). Källa: Nationella arkivdatabasen, Riksarkivet.
5. ↑  Indelta soldater, torp och rotar i Jönköpings län Arkiverad 24 januari 2012 hämtat från the Wayback Machine. Jönköpingsbygdens Genealogiska Förening
6. 1 2  Sjögren, Otto (1931). Sverige geografisk beskrivning del 2 Östergötlands, Jönköpings, Kronobergs, Kalmar och Gotlands län. Stockholm: Wahlström & Widstrand. Libris 9939
7. 1 2  Nationalencyklopedin
8. ↑  Fornlämningar, Statens historiska museum: Bottnaryds socken
9. ↑  Fornminnesregistret, Riksantikvarieämbetet: Bottnaryds socken Fornminnen i socknen erhålls på kartan genom att skriva in sockennamn (utan "socken") i "Ange geografiskt område"
10. ↑  Mats Wahlberg, red (2003). Svenskt ortnamnslexikon. Uppsala: Institutet för språk och folkminnen. Libris 8998039. ISBN 91-7229-020-X. https://isof.diva-portal.org/smash/get/diva2:1175717/FULLTEXT02.pdf